# 卡諾珀斯山
卡諾珀斯山（英語：Mount Canopus），是南極洲的山峰，位於沙克爾頓海岸，處於塞托爾海崖以東8公里，海拔高度1,710米，由新西蘭探險隊發現，現時由南極條約體系管理。